# Cut (Alba)
Cut (deutsch Kokt, ungarisch Kútfalva, übersetzt „Brunnendorf“) ist eine rumänische Gemeinde im Kreis Alba in der Region  Siebenbürgen.
Weitere überlieferte deutsche Bezeichnungen sind Brunnendorf, Quellendorf und Kutta.

## Geographische Lage

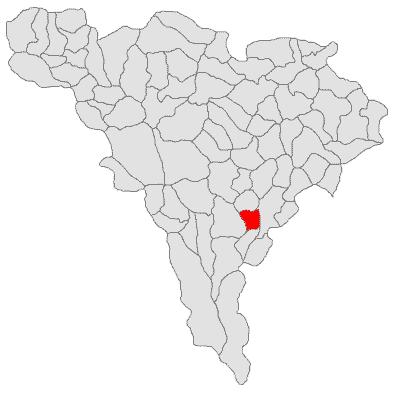
Lage von Cut im Kreis Alba

Die Gemeinde Cut liegt im Siebenbürgischen Unterwald, 3 Kilometer nördlich der Europastraße 68 (zwischen Sebeș und Hermannstadt) und vom Fluss Secaș (Zekesch) entfernt. Sebeș – die nächste größere Stadt – liegt circa 12 Kilometer westlich und die Kreishauptstadt Alba Iulia 29 Kilometer nordwestlich entfernt.

## Geschichte
Der Ort Cut wurde erstmals 1291 unter der Bezeichnung terra Kut erwähnt.
Cut wurde 2004 durch die Loslösung von Câlnic (Kelling) eine eigenständige Gemeinde.

## Bevölkerung
1850 lebten in der heutigen Ortschaft 1187 Einwohner. 1170 waren Rumänen und 17 Roma. 1900 war die Anzahl der Rumänen auf 1837 gestiegen und es wurden auch 6 Deutsche, welches die höchste Einwohnerzahl der deutschen Bevölkerung des Ortes war, gezählt. 1941 wurde die höchste Einwohnerzahl des Ortes (2103), ausschließlich Rumänen, registriert. 1992 wurden 1331 Rumänen, zwei Ungarn, ein Deutscher und 57 Roma gezählt. Bei der Volkszählung 2002 lebten in Cut 1254 Personen, darunter 1253 Rumänen und ein Ungar. Die höchste Anzahl der Ungarn (4) wurde 1890 gezählt.

## Sehenswürdigkeiten
- Der Landsitz Bethlen, erbaut im 18. Jahrhundert, steht unter Denkmalschutz.[6]
- Denkmal der Helden des Ersten und Zweiten Weltkriegs
- Naturreservat Râpa Roșie